# Samsung Galaxy A05
El Samsung Galaxy A05 es una serie de teléfonos inteligentes Android creados por Samsung Electronics. Se anunció el 25 de septiembre de 2023. Los teléfonos de esta serie, el Galaxy A05 y el Galaxy A05s, se lanzaron el 15 de octubre y el 18 de octubre de 2023 respectivamente. Es parte de la gama Samsung Galaxy A.
El 6 de marzo de 2024, Samsung lanzó el Samsung Galaxy M14 (que no debe confundirse con el Samsung Galaxy M14 5G), siendo un modelo similar al Samsung Galaxy A05s con diferentes opciones de color y menos configuraciones de memoria. Se lo considera un rebranding del Samsung Galaxy A05s. Además, el 2 de agosto de 2024, Samsung anunció el Samsung Galaxy F14, que solo tiene una configuración de memoria de 4/64 GB y diferentes colores en comparación con el Galaxy A05s y Galaxy M14. El Samsung Galaxy F14 y el Galaxy M14 tienen especificaciones muy similares pero han sido creados para venderse en diferentes regiones.

## Hardware
A pesar de tener capacidades similares en términos de rendimiento y hardware, el A05s posee una ventaja sobre el A05 al presentar un sensor biométrico de huellas dactilares como un modo alternativo de desbloqueo.